# Rugendorf
Rugendorf er en kommune i Landkreis Kulmbach, Regierungsbezirk Oberfranken i den tyske delstat Bayern. Den er en del af Verwaltungsgemeinschaft Stadtsteinach.

## Geografi
Rugendorf ligger i Naturpark Frankenwald.
Ud over Rugendorf , ligger der i kommunen disse landsbyer og bebyggelser:
| - Eisenwind - Feldbuch - Kübelhof | - Losau - Poppenholz - Zettlitz |